# 鞍馬天狗 (小説)
『鞍馬天狗』（くらまてんぐ）は、大佛次郎の幕末を舞台にした時代小説シリーズであり、主人公の神出鬼没の勤王志士である剣士が名乗る名である。1924年（大正13年）、娯楽雑誌『ポケット』に第1作「鬼面の老女」を発表して以来、1965年（昭和40年）の「地獄太平記」まで、長編・短編計47作が発表された、大衆小説の代表的作品。
幾度も映画化・テレビ化がされ、特に46本にのぼる嵐寛寿郎主演の映画は、鞍馬天狗像を決定づけるものとなった。本項では小説に加え、映画化・テレビドラマ化された作品についても解説する。

## 小説執筆と人気
大佛次郎（本名野尻清彦）は東京帝国大学法学部卒業後、外務省嘱託で翻訳の仕事をしていたが、演劇にのめり込んで大量の洋書を購入する費用のために、大衆雑誌『新趣味』に西洋の伝奇小説の翻訳を掲載して原稿料を稼いでいた。関東大震災を機に外務省も退職したために生活費も稼がなくてはならなくなったが、『新趣味』も廃刊になり、新しく創刊された『ポケット』の編集長から「髷物」をと言われ、エドガー・アラン・ポーの「ウィリアム・ウィルソン」からアイデアを得た「隼の源次」を書いたところ採用され、ついで以前に『新趣味』に連載したことのあるジョージ・ウーリー・ゴフ「夜の恐怖」（1923年9-11月号）の中の「金扇」に着想を得て「鬼面の老女」を執筆、登場する黒頭巾の武士には謡曲から思いついた「鞍馬天狗」を名乗らせた（1924年5月号）。すると編集長から、鞍馬天狗を主人公にして作品を書いて欲しい、この雑誌の「心棒」にすると言われ、「快傑 鞍馬天狗」シリーズとしてこの年に8作の短編が書かれた。この第2話「銀煙管」で鞍馬天狗が倉田典膳という名前を名乗っている。1925年になると同誌で長編「御用盗異聞」を連載。さらに翌年には「小鳥を飼う武士」を連載した。
鞍馬天狗の人気は高く、1924年に実川延松が鞍馬天狗役（ただし脇役）で『女人地獄』が映画化。1925年には”目玉の松っちゃん”こと当時のスーパースターである尾上松之助主演で5編が映画化された。1927年には『少年倶楽部』で”少年のための”という副題で、杉作少年の登場する「角兵衛獅子」を、伊藤彦造の挿絵で連載し人気となった。これが嵐長三郎（嵐寛寿郎）主演で『鞍馬天狗異聞 角兵衛獅子』として映画化され大ヒットし、嵐寛寿郎の当たり役となって数多くの映画化がされた。頭巾の後ろから髷の出るスタイルも、この作品で長三郎のアイデアで生まれたものだった。また大佛次郎も1926年に『照る日くもる日』、1927年に「赤穂浪士」を新聞連載するなど、活動の幅を広げていった。
『御用盗異聞』以降では、西郷隆盛をはじめとする維新勢力の手段を選ばぬ倒幕活動に鞍馬天狗は懐疑的な態度を持ち、これらについて村上光彦は、大佛が当時のマルクス主義運動にもある種の共感を覚えつつも運動の圏外にとどまり「革命家にとって目的が手段を正当化するか否か」がシリーズに一貫するテーマの一つだと述べており、『角兵衛獅子』からは「明るく、無益な殺生を嫌い、敵にも優しい人間像」、「フェアプレイの理想を追う剣士」が定着した。
1930年代の「地獄の門」「宗十郎頭巾」では、当時警察が共産党に送り込んだスパイ活動に示唆を得たと思われる、組織の裏切り者が題材になっており、またジョゼフ・コンラッドなどの作品の影響も窺える。戦後になって大佛次郎は、かつて寄稿していた文芸雑誌『苦楽』を復刊し、呼び物として『新東京絵図』を連載、明治維新後の1869年の東京を舞台として、ここで鞍馬天狗は海野雄吉という名前の市井の人物として登場する。これは執筆当時に米軍占領下にあった東京の世相を反映しているとも言われる。
また「黒い手型」で鞍馬天狗が語る「いくら、ここで頭を使ったところで、出かけて行って現実に触れるよりほかに、謎の解きようはない」という言葉に寄せて村上光彦は「思索する行動家、行動する思索者。この表現は鞍馬天狗にこそふさわしい」と述べ、「マゲ物の形で、めざすとめざさぬとに拘わらず進歩主義と保守主義を兼ね備えた公約数的な常識を持った人道主義的な文明批評を、究極的において試みている」とも評されている。鶴見俊輔は『大佛が学生時代に吉野作造の思想に共感した大佛が「大佛の理想は、自分のくらしを支えるために書きはじめた鞍馬天狗とははじめは無関係なものだったが、時代の悪化とともに、作者の政治思想がこめられる様になった」と評している。
シリーズの舞台は主に京都・大坂が中心となっているが、作品によっては江戸や横浜、果ては松前といった、遠方の地を舞台としたものもある。生麦事件や蛤御門の変といった歴史上の事件を背景とした作品もあり、明治維新の実在の志士や、敵役として新撰組も登場する。戦後発表された作品には、時代背景を明治維新後としたものもある。
個々の作品の間には明確な関連性が見られない。例外的に、初期の『ポケット』誌に連載された短編は大枠で繋がりをもったあらすじ展開となっており、また第二次世界大戦中に発表された3編の長編のうち、1945年（昭和20年）の「鞍馬天狗破れず」は1943年（昭和18年）の『天狗倒し』の続編となっている。

### 人物像
主人公は、普段は倉田典膳（くらた でんぜん）を名乗っているが、本名ではない。また作品によっては館岡弥吉郎（たておか やきちろう）、海野雄吉（うんの ゆうきち）と名乗っているものもある。その素性は謎が多く、天狗党の生き残りではないかと言われたこともあるが、確証はない。
容姿は、「身長五尺五寸ぐらい。中肉にして白皙（はくせき＝色白）、鼻筋とおり、目もと清（すず）し。」と描写されている（「角兵衛獅子」）。アラカンの映画版のように覆面をする描写はない。
日本の将来に思いをめぐらす勤王志士だが、討幕派でいて幕府方を代表する勝海舟と繋がりがあったり、新撰組の近藤勇とも奇妙な交友関係をもつ（原作で天狗が近藤と一対一の対決をするのは「角兵衛獅子」1作のみ）。また維新後は新政府に対して否定的な側面を見せており、権力の批判者であることを貫いている。
剣は一刀流の凄腕。時には短筒も使う。

### 鞍馬天狗と関わる人物
角兵衛獅子の杉作
鞍馬天狗を小父さんと慕う少年。
黒姫の吉兵衛
元盗賊で鞍馬天狗の右腕的存在。
近藤勇
新撰組局長。勤王志士である鞍馬天狗とたびたび衝突する。

## 作品一覧
以下表中、短編と長編は福島行一の種別法による。
| 作品名                                                | 種別 | 掲載誌                                                                | 背景・あらすじ |
| ----------------------------------------------------- | ---- | --------------------------------------------------------------------- | --- |
| きめんの ろうじょ 鬼面の老女                          | 短編 | 『ポケット』 1924年5月号                                              | 江戸から京都へ送り込まれるという暗殺団（新撰組）の計画を探っている鞍馬天狗は、勤王派の公家小野宗房の叔父宗行が幕府と通じているのを暴く。 |
| ぎんきせる 銀煙管                                     | 短編 | 『ポケット』1924年6月号                                               | 小野宗行殺害の疑いをかけられた天狗が真犯人探しを行う。                                                                                   |
| じょろうぐも 女郎蜘蛛                                 | 短編 | 『ポケット』1924年7月号                                               | |
| にょにんじごく 女人地獄                               | 短編 | 『ポケット』1924年8月号                                               | |
| かげぼうし 影法師                                     | 短編 | 『ポケット』1924年9月号                                               | |
| いれずみ 刺青                                         | 短編 | 『ポケット』1924年10月号                                              | |
| かずらしたじ 鬘下地                                   | 短編 | 『ポケット』1924年11月号                                              | |
| かおりの ひみつ 香匂の秘密                            | 短編 | 『ポケット』1924年2月号                                               | |
| 快傑鞍馬天狗 御用盗異聞                               | 長編 | 『ポケット』 1925年1-11月号                                           | 西郷隆盛・益満休之助らによる御用盗の計画のために天狗は江戸に向かうが、江戸薩摩藩邸の焼討事件が起き、宗房や天狗は勝安房守に匿われる。     |
| 幕末秘史 鞍馬天狗 水上霹靂篇 （単行本『御用盗異聞』） | 短編 | 『ポケット』1925年12月号                                              | 西郷隆盛・益満休之助らによる御用盗の計画のために天狗は江戸に向かうが、江戸薩摩藩邸の焼討事件が起き、宗房や天狗は勝安房守に匿われる。     |
| 快傑鞍馬天狗 柳橋俠艶六 （単行本『御用盗異聞』）      | 短編 | 『ポケット』1926年1月号                                               | 西郷隆盛・益満休之助らによる御用盗の計画のために天狗は江戸に向かうが、江戸薩摩藩邸の焼討事件が起き、宗房や天狗は勝安房守に匿われる。     |
| 快傑鞍馬天狗 東叡落花篇 （改題『小鳥を飼う武士』）    | 長編 | 『ポケット』 1926年2-12月号                                           | 鳥羽・伏見の戦い後の江戸で暗殺事件が繰り返され、天狗は勝安房守から解決を依頼される。                                                     |
| かくべえ じし 角兵衛獅子 少年の為の鞍馬天狗           | 長編 | 『少年倶楽部』 1927年3月号-1928年5月号                                | 天狗は京都町奉行から大坂城代への密書を奪い大坂城に入り込む。捕らえられ水牢に入れられるが杉作らに助けられ、近藤勇と決闘することになる。   |
| くらまてんぐ よじん 鞍馬天狗余燼                      | 長編 | 『週刊朝日』 1927年8月7日-1928年2月19日                               | 大政奉還後の江戸で、官軍の作戦計画書を仙台の奥羽越藩同盟に届けようとする陰謀を天狗が防ごうとする。                                       |
| けんきょう せんこう じん 剣俠閃光陣                   | 長編 | 『文藝倶楽部』 1928年4-9月号（中絶・未完）                            | 1863年（文久3年)の京都、志士の一人が処刑される場を天狗が急襲し、新撰組、見廻組、京都所司代、京都守護職などと対立する。                   |
| さんがくとう きだん 山嶽党奇談                        | 長編 | 『少年倶楽部』 1928年7月号-1930年12月号                               | 暗殺集団である山嶽党に狙われた天狗は、杉作、吉兵衛とともにこれを倒そうとする。                                                           |
| せいどうき 青銅鬼                                     | 長編 | 『少年倶楽部』 1931年1-12月号                                         | |
| てんぐ かいじょう 天狗廻状                            | 長編 | 『報知新聞』夕刊 1931年1月18日-1932年4月16日                          | 蛤御門の変の前夜、武力衝突を避けようと奔走する桂小五郎を天狗が支援する。                                                                 |
| 鞍馬天狗異聞 地獄の門                                 | 長編 | 『講談倶楽部』 1934年1月号                                            | 三条実美から蛤御門の変に敗れた長州宛に送られた、密使の死の謎を天狗が解いていく。                                                         |
| 鞍馬天狗異聞 密使行 （改題『地獄の門 続編』）         | 長編 | 『講談倶楽部』 1934年2月号                                            | |
| 鞍馬天狗 江戸日記                                     | 長編 | 『新愛知新聞』『福岡日日新聞』夕刊ほか 1934年11月21日 - 1935年8月21日 | 天狗は大政奉還後の江戸に住んでいるが（館岡弥吉郎と名乗る）、幕府勢力の復活を目的に暗躍する組織に狙われる。                               |
| 鞍馬天狗異聞 宗十郎頭巾                               | 短編 | 『講談倶楽部』1935年1935年1-2月号                                     | 長州の志士を斬ったと疑われた天狗は査問にかけられるが逃亡し、京都守護職を暗殺する計画を漏らした真犯人を探す。                             |
| 鞍馬天狗異聞 雪の雲母坂                               | 短編 | 『講談倶楽部』 1935年3-7月号                                          | 新撰組副隊長の芹沢鴨らが近藤勇、土方歳三を暗殺しようとする計画を、天狗が阻止する。                                                       |
| ごぞんじ くらまてんぐ 御存知鞍馬天狗                  | 長編 | 『オール讀物』 1936年1936年6月-1937年8月号                            | 蛤御門の変の後の京で、見廻組の武士による暗殺集団を天狗が暴く。                                                                           |
| ばくまつ きょうゆう ものがたり 幕末俠勇物語 鞍馬天狗  | 短編 | 『少年倶楽部 臨時増刊』 1936年8月15日                                 | 蛤御門の変の鷹司邸の戦いでの久坂玄瑞、寺島忠三郎らの死後、天狗は味方の退却路を開くために防戦する。                                       |
| えどの ゆうばえ 江戸の夕映                            | 短編 | 『週刊朝日 春季特別号』 1940年4月20日                                 | |
| さつまの ししゃ 薩摩の使者 鞍馬天狗の話               | 短編 | 『週刊朝日 新年特別号』 1941年1月1日                                  | 幕府小栗上野介らが戊辰戦争に介入しようとするフランスから武器輸入するのを、天狗が横浜で阻止する。                                         |
| さいごく どうちゅうき 西国道中記                      | 短編 | 『週刊朝日 初夏特別号』 1941年6月2日                                  | 勝安房守が極秘裏に長州との休戦談判に向かい、天狗は西郷に頼まれて密かにこれを護衛する。                                                   |
| てんぐ だおし 天狗倒し                                | 長編 | 『週刊朝日』 1943年8月22日-12月26日                                   | 生麦事件で薩摩藩が捏造した下手人に天狗がなりすます。                                                                                     |
| くらまの ひまつり 鞍馬の火祭り                        | 長編 | 『毎日新聞』戦時版 1944年4月27日-9月6日                               | 蛤御門の変で長州を裏切った因州の藩士が、勤王派の公家の連判状を盗み出したのを天狗が取り返す。                                             |
| くらまてんぐ やぶれず 鞍馬天狗敗れず                  | 長編 | 『東奥日報』『佐賀新聞』ほか 1945年6月24日-10月6日                    | 『天狗倒し』の続編。アヘンの密輸入を図るイギリスの陰謀を天狗が摘発する。                                                                 |
| 鞍馬天狗 新東京絵図                                   | 長編 | 『苦楽』 1947年1月号-1948年5月号                                      | 維新後の東京で、市井の人として暮らす天狗（海野雄吉と名乗る）は明治新政府に反抗する人間と見做されて狙われる。                             |
| こうばい はくばい 紅梅白梅                            | 短編 | 『少年クラブ 春の増刊号』 1950年5月1日                                | |
| 鞍馬天狗 奥山ばなし （改題「海道記」）                | 長編 | 『天狗』 1948年7月号-1949年1月号                                      | |
| かいどうき 海道記 （奥山ばなし完結編）                | 短編 | 『オール讀物』 1951年1月号                                            | 新政府から天狗は、不平士族を集めて謀反を起こそうとしていると疑われる。                                                                   |
| ひろいあげた おんな 拾ひ上げた女                      | 短編 | 『オール讀物』 1951年4月号                                            | 箱館戦争で幕軍として戦う男の許嫁を天狗が助ける。                                                                                         |
| よどの かわぶね 淀の川船                              | 短編 | 『オール讀物』 1951年6-7月号                                          | 新撰組隊士に関わりのある子供が誘拐され、鞍馬天狗の名で脅迫状が届く。                                                                     |
| かぜと ともに 風とともに                              | 短編 | 『オール讀物』 1951年10月号                                           | |
| いちやの できごと 一夜の出来事                        | 短編 | 『オール讀物』 1952年8月号                                            | |
| せいめん やしゃ 青面夜叉                              | 長編 | 『サンデー毎日』 1952年9月21日-1953年4月26日                          | 勤王派の公家を操って権力を狙う謎の組織を天狗が追う。                                                                                     |
| かりの たより 雁のたより                              | 長編 | 『サンデー毎日』 1953年5月3日-10月4日                                 | 江戸の鉄砲鍛冶が次々と行方不明になる謎と、元佐渡奉行の関わりを天狗が解いてゆく。                                                         |
| もみじやま そう 紅葉山荘                              | 短編 | 『オール讀物』 1954年2月号                                            | |
| ゆうだちの ぶし 夕立の武士                            | 長編 | 『サンデー毎日』 1954年7月4日-1955年1月16日                           | |
| よるの きゃく 夜の客                                  | 長編 | 『サンデー毎日』 1955年1月23日-3月13日                                | 志士たちが次々に新撰組に逮捕され、密告者として天狗が疑われる。                                                                           |
| かげの ごとく 影の如く                                | 長編 | 『サンデー毎日』 1955年9月4日-1956年1月29日                           | 幕府の弱体化を無念に思う幕臣が、妖術を使う僧侶の集団を組織する。                                                                         |
| じょろうぐも 女郎蜘蛛                                 | 長編 | 『サンデー毎日』 1957年4月7日-9月15日                                 | 公家たちの討幕運動が、軍資金をめぐる争奪戦へとなっていく。                                                                               |
| ふかがわ ものがたり 深川物語                          | 長編 | 『家の光』 1957年10月号-1959年3月号                                   | |
| てんぐが でた 天狗が出た                              | 短編 | 『日本経済新聞』 1958年1月1日                                         | |
| 夜の客 （改題「黒い手型」）                           | 長編 | 『週刊明星』 1958年10月19日−11月30日                                  | 志士の浪人衆が資金集めに悪事を行い、天狗が首謀であると新撰組に疑われる。                                                                 |
| せいかい どうちゅうき 西海道中記                      | 長編 | 『週刊明星』 1958年12月7日-1959年2月22日                              | 天狗は桂小五郎に頼まれて、薩長連合の協約書の草案を長州に届ける役を担う。                                                                 |
| じごく たいへいき 地獄太平記                          | 長編 | 『河北新報』ほか 1965年1月26日-8月19日                                | 西郷の依頼で長州征討を見届けに向かった天狗は、幕府が砲術を学びに上海に派遣した武士が奇兵隊の隊長となっているのを暴く。                   |

### 作品集
- 『鞍馬天狗 (全13巻)』苦楽社 1948-49年
- 『決定版 鞍馬天狗 (全12巻)』中央公論社 1951年
- 『日本少年少女名作全集1 鞍馬天狗』河出書房 1954年
- 『鞍馬天狗 (全10巻)』中央公論社 1960-61年
- 『鞍馬天狗 (全10巻)』中央公論社 1969年
- 『大佛次郎時代小説全集 (全24巻のうち1-5巻)』朝日新聞社 1975-76年
- 『鞍馬天狗 (全10巻)』朝日新聞社 1981年
- 『鞍馬天狗 (全5巻)』小学館 2000年（鶴見俊輔編）
- 『鞍馬天狗傑作選 (全3巻)』文藝春秋 2007年

## 映画版
『鞍馬天狗』の映画版は、1924年（大正13年）の實川延笑主演の『女人地獄』に始まり、1965年（昭和40年）の市川雷蔵主演の『新 鞍馬天狗 五条坂の決闘』まで、延べ60本近く製作され、天狗は様々な俳優が演じてきた。特に原作からは『角兵衛獅子』、『天狗廻状』が多く映画化されている。
なかでも最も有名なのがアラカンこと嵐寛寿郎（マキノ時代は嵐長三郎名義）主演による『鞍馬天狗』シリーズであり、製作本数は46本と最多である。アラカンが打ち立てた「頭巾をかぶった覆面のヒーローが善を勧めて悪を懲らしめる」という構図は、後代の『月光仮面』や『仮面ライダー』などの「仮面ヒーロー物」の先駆けとなった。
しかし、戦前撮られた『鞍馬天狗』には紛失・焼失してしまい、現在では観られないものが多々ある。
1951年の松竹の「角兵衛獅子」では近藤勇に月形龍之介、黒姫の吉兵衛に川田晴久、その妹に嵐の前妻の萩町子、杉作に美空ひばり、天狗の命を狙う女に山田五十鈴という配役でヒットし、特に美空は嵐も「これまでの杉作とは一味ちごうた」と絶賛する演技で、続く「鞍馬の火祭」「天狗廻状」にも出演し、鞍馬天狗の人気を高めた。

### 嵐寛寿郎と鞍馬天狗

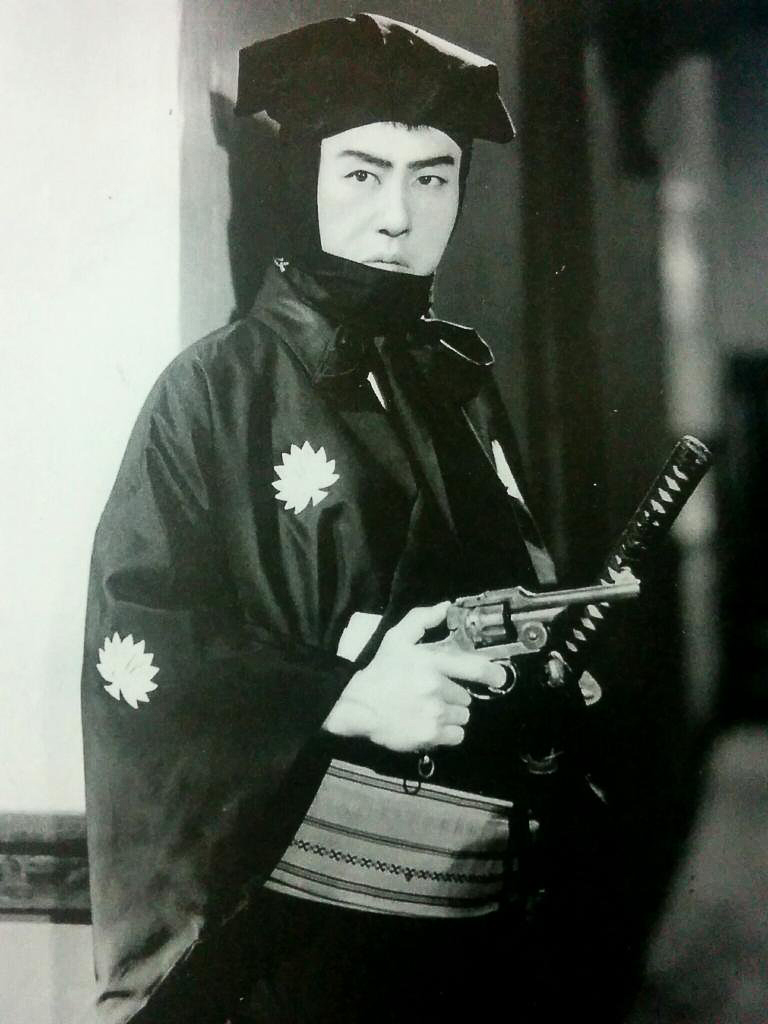
『御存知鞍馬天狗　宗十郎頭巾』（1936年、新興キネマ）。「黒い宗十郎頭巾に紋付の黒羽織姿」という、このお馴染みのイメージは、嵐寛寿郎が創作した姿であり、原作者の大佛はこれを快く思っていなかった。

1927年（昭和2年）、封建的な舞台の世界に愛想を尽かし、大阪の青年歌舞伎を脱退した嵐和歌大夫（嵐寛寿郎）は、京都の活動写真制作会社「マキノ・プロダクション」に映画俳優「嵐長三郎」として入社した。
長三郎はここでマキノ省三監督から「このなかからやりたい役を選べ」と雑誌『少年倶楽部』昭和2年3月号を渡される。長三郎は『角兵衛獅子』を読み、「鞍馬天狗をやりたい」と伝えたことにより、『鞍馬天狗余聞・角兵衛獅子』で映画デビューを果たすこととなって、同時にはまり役となった。
翌1928年（昭和3年）、長三郎はマキノを脱退して「嵐寛寿郎」（アラカン）と名乗り、以来、「鞍馬天狗」はアラカン自身の立ち上げた「嵐寛寿郎プロダクション」の代表的主演キャラクターとなった。寛プロ解散の後は、東亜キネマ、新興キネマ、日活、新東宝、宝塚映画、東映京都と各社を股に掛け、シリーズ主演を続行。アラカン扮する鞍馬天狗が敵を次々と斬り倒すその壮快なチャンバラ劇は長きに渡り大衆を魅了し続けた。アラカン自身によると、戦前から戦後にわたり、主演した『鞍馬天狗』映画は前後編含め総計46本にのぼるという。
アラカンはこの小説の映画化にあたって、「覆面の怪剣士」という独特のスタイルを創り上げた。この創意工夫はアラカンの自信に裏付けられたものだった。
「チャンバラこそ時代劇映画の真髄である」と考える「剣戟スタア」のアラカンにとって、映画の「鞍馬天狗」はアラカンのオリジナルであり、自身の代表的キャラクターだった。戦前戦後にわたり、何度も経済的な苦境に立たされた際も、颯爽鞍馬天狗の登場する新作映画はその都度大当たりして、アラカンを助けてくれた。アラカンの『鞍馬天狗』映画は映画評論界からは無視され「B級品」として一段低く扱われ続けたが、常に庶民に支えられていた。
アラカンは1950年（昭和25年）にGHQの「チャンバラ禁止令」が解かれると、立て続けに松竹と新東宝でシリーズを再開。1953年（昭和28年）、新東宝の『青銅鬼』では親友の大河内傳次郎と組んで本格的なチャンバラ死闘を演じ、チャンバラ禁止令の欝憤を晴らした。「やはり立ち回りだ。天狗はそれで人気が落ちなかった」。

### 大佛次郎との確執
この1953年、アラカンは東映京都でも萩原遼監督で『疾走雲母坂』、『危うし!鞍馬天狗』を撮ったが、ここで日本文藝家協会から思わぬ「待った」がかかった。1953年10月20日の封切りを前に、「無断映画化である、上映を中止せよ」と抗議してきたのである。アラカンにとってこれはまさに青天の霹靂だった。
アラカンの『鞍馬天狗』は、戦前・戦後を通じて庶民の間で大人気のシリーズだった。しかし、この状況に不満を抱いていた人物がいた。他ならぬ原作者・大佛次郎である。東宝の渾大坊五郎はもと寛プロの制作部長で、アラカンとは古い付き合いだったが、この渾大坊が大佛の代理人として、強引にねじ込んできた。
大佛は「第一に著作権無視である」、「第二に原作を勝手に書き変えて題名だけ盗んでいる」、「第三に映画の鞍馬天狗は人を斬りすぎて、原作者の意図に反している」等の理由を挙げて非難し、アラカンが演じる『鞍馬天狗』の制作中止を要求。アラカンは直接談判を考えたが、映画界の裏事情を考えて会社同士の話し合いに任せた。結局、東映京都ではあと一本『逆襲!鞍馬天狗』を撮って終わり、続いて宝塚映画で二本撮ってほしいとの要求となった。宝塚映画は東宝の子会社であり、ようするに東宝は『鞍馬天狗』が欲しかったのである。
翌1954年（昭和29年）、アラカンは宝塚映画で二本『鞍馬天狗』を撮ったが、しばらく大佛の抗議でシリーズが止まってしまう。
一方、大佛は自ら「天狗ぷろだくしょん」を設立してプロデューサーに就任し、同年より東宝で『次郎長三国志』シリーズの清水次郎長役で知られる小堀明男の主演による『新鞍馬天狗』シリーズの制作を開始し、同年10月に『新鞍馬天狗 第一話 天狗出現』を封切。この作品には「アラカンの鞍馬天狗なら5本は撮れる」と言われた程の潤沢な資金が投入され、以降のシリーズ作品でもそうであったと言われる。
この『新鞍馬天狗』は原作者自ら手掛ける映画作品として、当初こそ話題にはなった。が、実際に完成した作品は、小堀の天狗姿とチャンバラシーンが常にアラカンと比較され酷評ばかりで、また大佛の人選による配役にも無理があり（例えば、30代前半の青年剣士として描かれるべき近藤勇に当時50代で老け役も演じていた志村喬を起用する、など）、さらにクライマックスでは天狗が拳銃を構え大儀を唱えるだけで敵が戦うことなく退散してしまう、といった具合に、大衆が好む時代劇の骨法や様式をまるで無視したものであった。さすがにこうした作品が成功する道理はなく、興行面で不振を極め、「日本映画史に残る大失敗作」「大佛が作家としての自身のキャリアに自ら疵を付けた」と酷評される悲惨な結果に終わった。また、巻き添えとなる形で、天狗役を演じた小堀にとっても俳優キャリアの疵となってしまった。
大佛プロデュース・小堀主演の『新鞍馬天狗』シリーズの興行成績は惨憺たるもので、作を重ねる毎に映画館サイドからの大佛に対する不満の声だけが増えていった。結局「大駄作」という評を覆す事には程遠く、全10作を予定するも、1955年（昭和30年）6月公開の第3作『新鞍馬天狗 夕立の武士』を最後に打ち切りとなる。
この『新鞍馬天狗』で3度も煮え湯を飲まされる格好になった映画館サイドは、その「損失補填」を理由に大佛にアラカンの鞍馬天狗の復活を強硬に要求した。自らプロデュースした作品で与えた損失が原因であるだけにさすがの大佛もこれは呑まざるを得なかった。
1956年（昭和31年）、これを受けて宝塚映画での、アラカン版『鞍馬天狗』が再開。しかし、『御用盗異変』、『疾風!鞍馬天狗』を並木鏡太郎監督で撮ったところで、ついにシリーズ打ち止めとなってしまった。
ただでさえ反骨漢のアラカンは、「天狗も歳をとりました」という名言を残してさっさと天狗役を降りてしまい、アラカンの鞍馬天狗は打ち止めとなった。
その後、宝塚映画で鞍馬天狗の映画は制作されることなく、東映京都『鞍馬天狗』で東千代之介、大映京都『新・鞍馬天狗』で市川雷蔵が天狗を演じたものの、千代之介は４作、雷蔵も２作で終了といずれも長続きしなかった。

### 鞍馬天狗を演じた映画俳優
1. 實川延笑（1924年）
2. 尾上松之助（1925年）
3. 嵐長三郎→嵐寛寿郎（1927年-1956年）
4. 市川百々之助（1930年）
5. 坂東好太郎（1932年）
6. 斯波快輔（1933年）
7. 榎本健一（1939年）
8. 杉山昌三九（1941年）
9. 酒井猛（1944年）
10. 島田正吾（1953年）
11. 小堀明男（1954年-1955年）
12. 東千代之介（1956年-1959年）
13. 市川雷蔵（1965年）

### 作品一覧（映画）
：無声映画    ：カラー映画
| 映画                                                                             | 公開日                     | 製作/配給                            | 監督                | 鞍馬天狗             |
| -------------------------------------------------------------------------------- | -------------------------- | ------------------------------------ | ------------------- | -------------------- |
| 女人地獄                                                                         | 1924年（大正13年）12月25日 | 帝国キネマ（小阪撮影所）             | 長尾史録            | 実川延笑             |
| 鞍馬天狗 前篇（第一篇）                                                          | 1925年（大正14年）8月31日  | 日活（京都撮影所第一部）             | 高橋康寿            | 尾上松之助           |
| 鞍馬天狗 中篇（第二篇）                                                          | 1925年（大正14年）9月10日  | 日活（大将軍撮影所）                 | 高橋康寿            | 尾上松之助           |
| 鞍馬天狗 後篇（第三篇）                                                          | 1925年（大正14年）9月17日  | 日活（大将軍撮影所）                 | 高橋康寿            | 尾上松之助           |
| 鞍馬天狗 第四篇                                                                  | 1925年（大正14年）12月18日 | 日活（大将軍撮影所）                 | 波多野安正          | 尾上松之助           |
| 鞍馬天狗 第五篇                                                                  | 1925年（大正14年）12月25日 | 日活（大将軍撮影所）                 | 高橋寿康            | 尾上松之助           |
| 鞍馬天狗異聞 角兵衛獅子                                                          | 1927年（昭和2年）4月29日   | マキノ・プロダクション（御室撮影所） | 曽根純三            | 嵐長三郎（嵐寛寿郎） |
| 鞍馬天狗異聞 続・角兵衛獅子                                                      | 1927年（昭和2年）8月12日   | マキノ・プロダクション（御室撮影所） | 曽根純三            | 嵐長三郎（嵐寛寿郎） |
| 鞍馬天狗異聞 角兵衛獅子功名帖                                                    | 1928年（昭和3年）2月10日   | マキノ・プロダクション（御室撮影所） | 曽根純三            | 嵐長三郎（嵐寛寿郎） |
| 鞍馬天狗                                                                         | 1928年（昭和3年）7月12日   | 嵐寛寿郎プロダクション/聨明映画      | 山口哲平            | 嵐寛寿郎             |
| 鞍馬天狗 恐怖時代                                                                | 1928年（昭和3年）11月30日  | 嵐寛寿郎プロダクション/マキノ・プロ  | 山口哲平            | 嵐寛寿郎             |
| 鞍馬天狗 （鞍馬天狗 山嶽党奇談）                                                 | 1929年（昭和4年）7月13日   | 東亜キネマ（京都撮影所）             | 橋本松男            | 嵐寛寿郎             |
| 続・鞍馬天狗 電光篇                                                              | 1930年（昭和5年）7月13日   | 東亜キネマ（京都撮影所）             | 後藤岱山            | 嵐寛寿郎             |
| 鞍馬天狗 山嶽党奇譚                                                              | 1930年（昭和5年）          | 帝国キネマ                           | 森本登良男          | 市川百々之助         |
| 鞍馬天狗 解決篇                                                                  | 1931年（昭和6年）9月1日    | 嵐寛寿郎プロダクション/新興キネマ    | 山口哲平            | 嵐寛寿郎             |
| 鞍馬天狗 颱風の巻                                                                | 1932年（昭和7年）6月24日   | 松竹キネマ（京都撮影所）             | 二川文太郎          | 坂東好太郎           |
| 天狗廻状 前篇                                                                    | 1932年（昭和7年）11月17日  | 嵐寛寿郎プロダクション/新興キネマ    | 山中貞雄            | 嵐寛寿郎             |
| 天狗廻状 後篇                                                                    | 1932年（昭和7年）12月15日  | 嵐寛寿郎プロダクション/新興キネマ    | 並木鏡太郎          | 嵐寛寿郎             |
| 鞍馬天狗 地獄の門                                                                | 1934年（昭和9年）1月14日   | 嵐寛寿郎プロダクション/新興キネマ    | 吉田信三            | 嵐寛寿郎             |
| 鞍馬天狗 第一篇 絨り首暗躍篇                                                     | 1934年（昭和9年）12月31日  | 嵐寛寿郎プロダクション/新興キネマ    | 曾根千晴            | 嵐寛寿郎             |
| 鞍馬天狗 第二篇 丁字屋敷活殺篇                                                   | 1935年（昭和10年）1月5日   | 嵐寛寿郎プロダクション/新興キネマ    | 曾根千晴            | 嵐寛寿郎             |
| 鞍馬天狗 第三篇 影義隊乱刃篇                                                     | 1935年（昭和10年）1月15日  | 嵐寛寿郎プロダクション/新興キネマ    | 曾根千晴            | 嵐寛寿郎             |
| 鞍馬天狗 江戸日記 前篇                                                           | 1935年（昭和10年）10月3日  | 嵐寛寿郎プロダクション/新興キネマ    | 山本松男            | 嵐寛寿郎             |
| 御存知鞍馬天狗 宗十郎頭巾                                                        | 1936年（昭和11年）10月1日  | 嵐寛寿郎プロダクション/新興キネマ    | 仁科熊彦            | 嵐寛寿郎             |
| 御存知鞍馬天狗 千両小判                                                          | 1937年（昭和12年）7月29日  | 嵐寛寿郎プロダクション/新興キネマ    | 仁科熊彦            | 嵐寛寿郎             |
| 鞍馬天狗 （鞍馬天狗 角兵衛獅子の巻）                                             | 1938年（昭和13年）3月15日  | 日活（京都撮影所）                   | マキノ正博 松田定次 | 嵐寛寿郎             |
| 鞍馬天狗 龍攘虎搏の巻                                                            | 1938年（昭和13年）11月1日  | 日活（京都撮影所）                   | 松田定次            | 嵐寛寿郎             |
| エノケンの鞍馬天狗                                                               | 1939年（昭和14年）5月21日  | 東宝映画（東京撮影所）               | 近藤勝彦            | 榎本健一             |
| 鞍馬天狗 江戸日記                                                                | 1939年（昭和14年）7月1日   | 日活（京都撮影所）                   | 松田定次            | 嵐寛寿郎             |
| 鞍馬天狗 恐怖篇 （鞍馬天狗 復讐篇）                                              | 1939年（昭和14年）8月3日   | 日活（京都撮影所）                   | 松田定次            | 嵐寛寿郎             |
| 天狗廻状 （天狗廻状 魔刃の巻）                                                   | 1939年（昭和14年）12月29日 | 日活（京都撮影所                     | 田崎浩一            | 嵐寛寿郎             |
| 続天狗廻状 （続天狗廻状 刃影の巻）                                               | 1940年（昭和15年）2月1日   | 日活（京都撮影所）                   | 田崎浩一            | 嵐寛寿郎             |
| 鞍馬天狗捕はる                                                                   | 1940年（昭和15年）6月30日  | 日活（京都撮影所）                   | 丸根賛太郎          | 嵐寛寿郎             |
| 鞍馬天狗 第一話 雨中の騎士                                                       | 1941年（昭和16年）5月15日  | 大都映画                             | 白井戦太郎          | 杉山昌三九           |
| 鞍馬天狗 第二話 銀河の美女                                                       | 1941年（昭和16年）5月29日  | 大都映画                             | 山口哲平            | 杉山昌三九           |
| 鞍馬天狗 薩摩の密使                                                              | 1941年（昭和16年）7月14日  | 日活（京都撮影所）                   | 菅沼完二            | 嵐寛寿郎             |
| 鞍馬天狗 （鞍馬天狗横浜に現る） （横浜に現はれた鞍馬天狗） （鞍馬天狗 黄金地獄） | 1942年（昭和18年）10月29日 | 大映（京都第一撮影所）               | 伊藤大輔            | 嵐寛寿郎             |
| 天狗倒し                                                                         | 1944年（昭和19年）2月10日  | 松竹（太奏撮影所）                   | 井上金太郎          | 酒井猛               |
| 鞍馬天狗 大江戸異変 （角兵衛少年と天狗騒動）                                     | 1950年（昭和25年）8月13日  | 綜芸プロダクション/新東宝            | 並木鏡太郎          | 嵐寛寿郎             |
| 鞍馬天狗 角兵衛獅子                                                              | 1951年（昭和26年）7月12日  | 松竹（京都撮影所）                   | 大曾根辰夫          | 嵐寛寿郎             |
| 鞍馬天狗 鞍馬の火祭                                                              | 1951年（昭和26年）10月12日 | 松竹（京都撮影所）                   | 大曾根辰夫          | 嵐寛寿郎             |
| 鞍馬天狗 天狗廻状                                                                | 1952年（昭和27年）3月27日  | 松竹（京都撮影所）                   | 大曾根辰夫          | 嵐寛寿郎             |
| 鞍馬天狗 一騎討ち                                                                | 1952年（昭和27年）9月25日  | 東映（京都撮影所）                   | 萩原遼              | 嵐寛寿郎             |
| 鞍馬天狗 青銅鬼                                                                  | 1952年（昭和27年）12月29日 | 新東宝＝綜芸プロダクション/新東宝    | 並木鏡太郎          | 嵐寛寿郎             |
| 鞍馬天狗 疾風雲母坂                                                              | 1953年（昭和28年）2月12日  | 東映（京都撮影所）                   | 萩原遼              | 嵐寛寿郎             |
| 鞍馬天狗と勝海舟                                                                 | 1953年（昭和28年）8月5日   | 新東宝                               | 池田富保            | 嵐寛寿郎             |
| 鞍馬天狗 青面夜叉                                                                | 1953年（昭和28年）9月22日  | 松竹（京都撮影所）                   | 野村芳太郎          | 島田正吾             |
| 危うし！鞍馬天狗                                                                 | 1953年（昭和28年）10月20日 | 東映（京都撮影所）                   | 萩原遼              | 嵐寛寿郎             |
| 逆襲！鞍馬天狗                                                                   | 1953年（昭和28年）12月15日 | 東映（京都撮影所）                   | 萩原遼              | 嵐寛寿郎             |
| 鞍馬天狗斬り込む                                                                 | 1953年（昭和28年）12月29日 | 宝塚映画/東宝                        | 安達伸生            | 嵐寛寿郎             |
| 鞍馬天狗 疾風八百八町                                                            | 1954年（昭和29年）7月21日  | 宝塚映画/東宝                        | 志村敏夫            | 嵐寛寿郎             |
| 新鞍馬天狗 第一話 天狗出現                                                       | 1954年（昭和29年）10月6日  | 東宝                                 | 青柳信雄            | 小堀明男             |
| 新鞍馬天狗 第二話 東寺の決闘                                                     | 1954年（昭和29年）11月10日 | 東宝                                 | 青柳信雄            | 小堀明男             |
| 新鞍馬天狗 夕立の武士                                                            | 1955年（昭和30年）6月14日  | 東宝                                 | 杉江敏男            | 小堀明男             |
| 鞍馬天狗 御用盗異変                                                              | 1956年（昭和31年）3月13日  | 宝塚映画/東宝                        | 並木鏡太郎          | 嵐寛寿郎             |
| 疾風！鞍馬天狗                                                                   | 1956年（昭和31年）6月8日   | 宝塚映画/東宝                        | 並木鏡太郎          | 嵐寛寿郎             |
| 鞍馬天狗 第一話 白馬の密使                                                       | 1956年（昭和31年）11月14日 | 東映（京都撮影所）                   | 内出好吉            | 東千代之介           |
| 鞍馬天狗 角兵衛獅子                                                              | 1957年（昭和32年）4月23日  | 東映（京都撮影所）                   | 河野寿一            | 東千代之介           |
| 鞍馬天狗 御用盗異聞                                                              | 1957年（昭和32年）5月12日  | 東映（京都撮影所）                   | 河野寿一            | 東千代之介           |
| 鞍馬天狗                                                                         | 1959年（昭和34年）2月4日   | 東映（京都撮影所）                   | マキノ雅弘          | 東千代之介           |
| 新鞍馬天狗                                                                       | 1965年（昭和40年）9月18日  | 大映（京都撮影所）                   | 安田公義            | 市川雷蔵             |
| 新・鞍馬天狗 五条坂の決闘                                                        | 1965年（昭和40年）11月27日 | 大映（京都撮影所）                   | 黒田義之            | 市川雷蔵             |

## テレビドラマ
本作を原作としたテレビドラマも幾度となく放映された。
テレビドラマで鞍馬天狗を演じた俳優は以下の通りである。
1. 十代目 市川高麗蔵（1956年、一時代役として花柳寛）[10][11]
2. 嵐寛寿郎（1959年）
3. 三木のり平（1959年） → 頓馬天狗
4. 三代目 市川團子（1960年）
5. 中村竹弥（1963年）
6. 大瀬康一（1967年）
7. 高橋英樹（1969年） → 鞍馬天狗 (1969年のテレビドラマ)
8. 竹脇無我（1974年） → 鞍馬天狗 (1974年のテレビドラマ)
9. 草刈正雄（1981年）
10. 桂三枝（現・六代目桂文枝）（1983年）
11. 中井貴一（1989年）
12. 目黒祐樹（1990年） → 鞍馬天狗 (1990年のテレビドラマ)
13. 松平健（2001年）
14. 二世 野村萬斎（2008年） → 鞍馬天狗 (2008年のテレビドラマ)

### 作品一覧（テレビドラマ）
- 鞍馬天狗（1956年11月1日 - 1959年4月2日、ラジオ東京（現：TBS）） - 十代目 市川高麗蔵
- テレビ時代劇 鞍馬天狗（1959年10月22日、フジテレビ） - 嵐寛寿郎
- 鞍馬天狗（1960年2月25日 - 1961年1月26日（全49回）、ラジオ東京） - 三代目 市川團子
- 鞍馬天狗 (1963年のテレビドラマ)（1963年1月8日 - 9月24日、TBS） - 三代目 中村竹弥
- 連続テレビ映画 鞍馬天狗 (1967年のテレビドラマ)（1967年2月6日 - 1968年9月30日（全84回）、松竹・毎日放送） - 大瀬康一
- 金曜時代劇 鞍馬天狗 (1969年のテレビドラマ)（1969年10月17日 - 1970年10月2日、NHK総合） - 高橋英樹
- 鞍馬天狗 (1974年のテレビドラマ)（1974年10月1日 - 1975年3月25日（全26回）、東宝・日本テレビ） - 竹脇無我
- 鞍馬天狗 (1981年のテレビドラマ)（1981年12月13日 - 1982年3月21日（全13回）、テレパック・TBS） - 草刈正雄
- 新春時代劇スペシャル 御存知!鞍馬天狗（1989年1月4日、フジテレビ） - 中井貴一、演出：市川崑
- 鞍馬天狗 (1990年のテレビドラマ)（1990年10月7日 - 1991年9月29日（全51回）、松竹・テレビ東京） - 目黒祐樹
- 金曜エンタテイメント 鞍馬天狗 (2001年のテレビドラマ)（2001年3月9日、フジテレビ） - 松平健、監督：斎藤光正
- 木曜時代劇 鞍馬天狗 (2008年のテレビドラマ)（2008年1月17日 - 3月6日（全8回）、NHK大阪放送局） - 二世 野村萬斎

## パロディ・オマージュ
小説
- いいだもも『鞍馬天狗出生譚』第三文明社 1975年
- いいだもも『帰ってきた鞍馬天狗』現代書林 1979年
いいだももは大佛次郎の死後、遺族の了承を得て独自の杉作と鞍馬天狗を描いた。北上川のほとりの遠野の郷で育った少年杉作は、百姓一揆について江戸へ出て、そこから杉作自身が倉田典膳になって行くという物語となっている。

テレビ番組
- 『頓馬天狗』（1959年（昭和34年）9月5日 - 1960年（昭和35年）12月24日、よみうりテレビ）
大村崑主演の「頓馬天狗」が近藤勇造率いる「珍選組」と渡り合う、コメディ舞台劇。
- 『009!!大あばれ、とんま天狗』（1965年（昭和40年）10月2日 - 1966年（昭和41年）6月25日、よみうりテレビ）
『頓馬天狗』の続編。

漫画
- うしおそうじ『どんぐり天狗』（光文社『少年』、1953年（昭和28年）3月号 - 1959年（昭和34年）3月号）
内容はアラカン版の「鞍馬天狗」に準じているが、覆面も羽織も白づくめというキャラクターである。
- 森秀樹『天駆』（2001年 - 2002年　小学館『ビッグコミック』連載、単行本全4巻）
本作の倉田はお庭番の最精鋭にして徳川家の影の守護者であった「鬼刃番」出身で、日本再生のためにかつての仲間である「鬼刃番」と死闘を展開するというオリジナル設定。
- 外薗昌也『鞍馬天狗』（2011年 - 2012年 リイド社『コミック乱ツインズ』連載）
鞍馬天狗/倉田典善の正体は謀殺され、そして謎の秘密結社の秘薬でよみがえった芹沢鴨で、勤皇も佐幕もなくただ新撰組への復讐のために戦う「人の心を捨てた鬼」となったという、オカルト色の強いオリジナル異色作。
  - リイド社版 2011年 ISBN 978-4845841196
  - 『殺戮の鬼剣（おにつるぎ） 鞍馬天狗』（改題） 竹書房版 2015年 ISBN 978-4812486979

## 注
1. ↑  ジョージ・ウーリー・ゴフ(Gough)は、1869年生まれとだけ残されている、イギリスの一時的に人気のあった流行作家で、『夜の恐怖(Terrer by Night)』は大佛次郎（安里礼二郎名）が「金扇」「黄ろい胴着」「緋色の女車」の3作を翻訳した。ウォルポール首相の時代に、フランスとの戦争を控えての国際的陰謀を舞台に「夜の恐怖」と名乗る謎の俠賊が活躍する物語。各編のエピソードは鞍馬天狗シリーズでも随所に使われている。（『時代小説英雄列伝 鞍馬天狗』）
2. 1 2  『鞍馬天狗のおじさんは 聞書アラカン一代』
3. 1 2  村上光彦『大佛次郎-その精神の冒険』朝日選書 1977年
4. ↑  福島行一『大佛次郎』
5. 1 2  鶴見俊輔「「鞍馬天狗」おぼえがき(2)-コスモポリタン鞍馬天狗」（『鞍馬天狗2 地獄の門・宗十郎頭巾』小学館文庫 2000年）
6. ↑  『鞍馬天狗読本』
7. ↑  石井富士弥『失われた原型を求めて』しみず書房 1976年
8. ↑  鶴見俊輔「「鞍馬天狗」おぼえがき」（『鞍馬天狗1 角兵衛獅子』小学館文庫 2000年）
9. 1 2  日活のデータベースによる。波多野安正と記載されている資料もあり。
10. ↑  花柳芳次郎（5代目）『舞の道 花柳芳次郎自伝』阪急コミュニケーションズ、2007年。ISBN 978-4-484-07208-1
11. ↑  河村常雄 『河村常雄の家元探訪 』読売新聞、2007年11月5日。